# Nikita Nikitin
Nikita Aleksandrowicz Nikitin (ros. Никита Александрович Никитин; ur. 16 czerwca 1986 w Omsku) – rosyjski hokeista, reprezentant Rosji, olimpijczyk.

## Kariera
- Awangard Omsk (2002–2010)
- St. Louis Blues (2010–2011)
- Columbus Blue Jackets (2011–2014)
  -  Awangard Omsk (2012–2013)
- Edmonton Oilers (2014-2016)
- Awangard Omsk (2016-2017)
- Traktor Czelabińsk (2017-2019)

Wychowanek Awangarda Omsk. Od czerwca 2010 zawodnik St. Louis Blues. Od listopada 2011 roku gracz Columbus Blue Jackets. W czerwcu 2012 roku przedłużył kontrakt z klubem o dwa lata. Od września 2012 do stycznia 2013 roku na okres lokautu w sezonie NHL (2012/2013) związany rocznym kontraktem z macierzystym klubem Awangard Omsk. W czerwcu 2014 prawa do niego przejął Edmonton Oilers. Od września 2016 ponownie zawodnik Awangardu. Od października 2017 zawodnik Traktora Czelabińsk. W marcu 2018 podpisał kontrakt na następny sezon KHL (2018/2019), który był jego ostatnim. Latem 2019 zmagał się z kontuzją kolana i pozostawał bez klubu. 
Uczestniczył w turniejach mistrzostw świata 2012 oraz zimowych igrzysk olimpijskich 2014.

## Sukcesy
Reprezentacyjne
- Złoty medal mistrzostw świata: 2012

Klubowe
- Złoty medal mistrzostw Rosji: 2004 z Awangardem Omsk
- Puchar Mistrzów: 2005 z Awangardem Omsk

Wyróżnienia
- Zasłużony Mistrz Sportu Rosji w hokeju na lodzie: 2012